# مطار سيماتان
مطار سيماتان (رمز إياتا: BSE، رمز إيكاو: WBGN) يقع في سيماتان، منطقة لوندو، ساراواك، ماليزيا.

## التاريخ
تم افتتاح مطار سيماتان في سبتمبر 1958 حيث كانت طائرة بورنيو توين بايونير أول طائرة تهبط فيه. لا يوجد رحلات مجدولة في هذا المطار، والحقيقة أن هذا المطار مخصص لسلاح الجو الملكي الماليزي، في عام 1974 وقع حادث تحطم طائرة هليكوبتر أدى إلى مقتل اثنين أو ثلاثة من الجنرالات، منذ ذلك الحين لم يكن مسموحًا بأكثر من ضابط كبير واحد لكل طائرة هليكوبتر.